# APPLE MEETS BAZOOKA
APPLE MEETS BAZOOKA（アップル・ミーツ・バズーカ）は、日本のロックバンド。2015年結成。

## メンバー

### 現メンバー
- 小松美生 - ボーカル、ギター、作詞、作曲

東京都府中市出身。富山県育ち。全ての楽曲の作詞を担当。
2020年1月に個人YouTubeチャンネル「MIO CHANNEL」を開設。アニメソングのカバーを中心とした動画を公開している。演奏、レコーディングのみならず、撮影、映像編集を自宅にて一人で行なっている。チャンネル登録者数は59,100人（2024年2月現在）。
映像ディレクターとしても活動中。
- 石井キョショ- ギター、作曲

元サラブレンドのギター。北海道札幌市出身。映像ディレクターとしても活動しており、国内アーティストのMUSIC VIDEO制作やライブ撮影を行なっている。
- 田村昌平 - ベース

2022年2月25日、加入。奈良県出身。
- 横内一将 - ドラムス

北海道函館市出身。様々なアーティストのサポートドラマーとしても活動している。

### 旧メンバー
- 河添将志 - ドラムス。

2016年11月21日に脱退。元HOW MERRY MARRY。
- 遠藤洋一郎 - ベース、作曲

THE NOSTRADAMNZ、Lucid and The Flowersではギターを担当。
元へきれきのギター、TelePHONICAのボーカルギター。ミックス・マスタリングエンジニア。
2021年8月1日、脱退。

## 来歴
- 2015年、小松美生を中心に結成。小松美生のソロ活動時にサポートをしていた石井キョショと遠藤洋一郎、河添将志を加えたメンバーで活動を開始する。
- 2016年6月19日、1stミニアルバム「Somewhere We'll Ever Go」リリース。同日に渋谷CLUB CRAWLでレコ発ライブを行う。
- 2016年11月21日、河添将志 脱退。
- 2017年1月8日、「Bsus4」MUSIC VIDEO公開。
- 2017年6月1日、横内一将がサポートドラマーとして参加。
- 2017年7月6日、1stシングル「Unbounded/One of yours」リリース。
- 2017年8月25日、横内一将が正式加入。同日に「The Light」「Nothing's Lacking」MUSIC VIDEO公開。
- 2017年8月26日、2ndシングル「Nothing's Lacking/The Light」リリース。
- 2017年10月頃より、新宿駅にて路上ライブを開始。
- 2018年6月18日、「Don't drown me out」MUSIC VIDEO公開[6]。
- 2018年6月29日、「The world you love」MUSIC VIDEO公開。
- 2018年6月30日、3rdシングル「Don't drown me out/The world you love」リリース。同日、渋谷TSUTAYA O-EASTにて行われた「エマージェンザ・ジャパン2018 TOKYO FINAL」に出演[7][8]。
- 2019年4月4日、「Unbounded」MUSIC VIDEO公開。
- 2019年11月3日、未発表デモ音源集「Selected songs for cash vol.01」「Selected songs for cash vol.02」「Selected songs for cash vol.03」リリース。レコ発ライブの対バンはPANTA、黒水伸一TRIO。
- 2020年1月22日、小松美生のYouTubeチャンネル「MIO CHANNEL」開設。
- 2020年7月15日、「One of yours」MUSIC VIDEO公開。
- 2020年10月19日、初の日本語詩曲「君の駅」MUSIC VIDEO公開。
- 2021年2月15日、MIO CHANNELで公開した「進撃の巨人 The Final Season」オープニングテーマ「僕の戦争」のカバー動画が100万回再生される。
- 2021年2月25日、「Perfect Puzzle」MUSIC VIDEO公開[9]。
- 2021年2月28日、「Dreaming of Hope」MUSIC VIDEO公開。
- 2021年3月31日、横内一将のYouTubeチャンネル「Kazumasa Yokouchi」開設。
- 2021年8月1日、遠藤洋一郎 脱退。
- 2021年8月6日、江頭2:50の公式YouTubeチャンネル「エガちゃんねる」にて、エンディングテーマソングとして『伝説のEGA』公開[10]。
- 2021年12月12日、小松美生が江頭2:50 公式YouTubeチャンネル「エガちゃんねる」に出演[注 1]。
- 2022年2月25日、新ベーシストとして田村昌平が加入。
- 2022年9月30日、江頭2:50主催によるLINE CUBE SHIBUYA（旧渋谷公会堂）で開催のフェスイベント「エガフェス2022」へ出演[11][12]。
- 2022年10月25日、小松美生が過緊張性発声障害を発症している事を発表。それに伴い、喉の治療に専念するためバンドの活動を休止する事を併せて発表した[13]。同年11月に渋谷club asiaで開催のフェスイベント「UNLIMITED FES -DAY2-」への出演が発表されていたが[14][15]、当該ライブを含めた全公演スケジュールの出演をキャンセル。
- 2023年1月29日、「POLITE」MUSIC VIDEO公開。

## 音楽性
90年代オルタナティブ・ロック、グランジ、シューゲイザーから影響を受けたサウンドが特徴。

## ミュージック・ビデオ
メンバーのうち二人がプロの映像ディレクターであり、2020年以降はミュージックビデオの撮影・編集はメンバーで行なっている。
「Perfect Puzzle」「Dreaming of Hope」については、映像ディレクターであり元TRIPLANEのギタリストでもある川村健司と共同制作している。

## タイアップ
| 曲名           | タイアップ |
| -------------- | --- |
| Perfect Puzzle | ラジオドラマ「ハッピー・ハッピー・ニューイヤー！」オープニングテーマ ※市川うららFM「プロジェクト・リーフェリア 虹の架け橋」番組内ラジオドラマ作品 |